# Fritiof

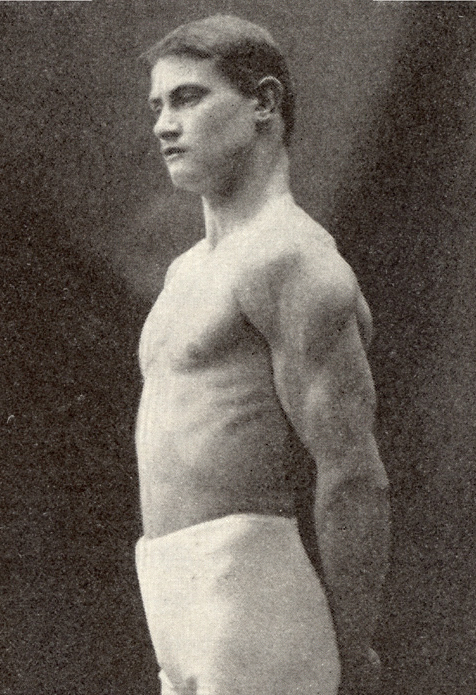
Frithiof Mårtensson cirka 1908.

Fritiof eller Fritjof (även Fridtjuv, Fridtjof med flera stavningar)  är ett mansnamn som kan tolkas på två sätt, antingen som ’fridstörare’ eller ’fridens tjänare’ beroende om man ser tjof som ’tjuv’ eller som engelskans theow ’tjänare’.
Fritjof är den äldre stavningen av namnet. I svenska almanackan användes denna stavning under åren 1901–1992, men därefter ändrades den till Fritiof (från 2001 den 18 februari).
Namnet blev mycket modernt under mitten av 1800-talet, efter att Esaias Tegnérs Frithiofs saga kommit ut 1825. Under större delen av 1900-talet har namnet varit relativt ovanligt. Den 31 december 2005 fanns det totalt 1 957 personer i Sverige med namnet Fritiof eller Fritjof, varav 230 med det som tilltalsnamn. År 2003 fick 37 pojkar namnet, varav 7 fick det som tilltalsnamn.
Namnsdag: 18 februari (1901–2000 30 maj). I den finlandssvenska namnsdagslängden har Fritjof namnsdag 19 februari sedan starten 1929, då en egen namnsdagskalender togs i bruk för finlandssvenskar.

## Personer med namnet Fritiof eller Fritjof m.fl. stavningar
- Fritjof Arvidsson
- Fritiof Billquist, svensk skådespelare
- Fridtjuv Berg, svensk politiker
- Fritiof Boo, svensk politiker
- Fritiof Gunnar Blix, svensk kemist
- Gustaf Fritiof Cawallin, svensk köpman och politiker
- Fritiof Domö, svensk godsägare och politiker (Högerpartiet), partiordförande, statsråd, landshövding
- Fritiof Enbom
- Anders Frithiof, svensk skådespelare
- Fritjof Granström, scenograf
- Fritjof Hellberg
- Fritjof Hillén
- Frithiof Holmgren
- Fridtjof Joensen, färöisk bildhuggare och skulptör
- Fritiof Karlsson, svensk lantbrukare och politiker
- Fritiof Lundgren, svensk kyrkoherde och riksdagsledamot
- Fridtjof Mjøen, norsk skådespelare
- Frithiof Mårtensson, brottare, OS-guld 1908
- Fritiof Nilsson Piraten, svensk författare.
- Fridtjof Nansen, norsk upptäcktsresande och diplomat, mottagare av Nobels fredspris 1922
- Karl Fritiof Sundman, finländsk astronom
- Fritiof Svensson, brottare, OS-brons 1920
- Friðþjófur Thorsteinsson, isländsk fotbollsspelare

## Fiktiva personer med namnet Fritiof
- Fritiof Andersson, gestalt i Evert Taube-visor.
- Fritjof Konkas från Indien, deltagare i VM i friidrott, påhittad av Galenskaparna och After Shave.